# Stadtapotheke Bautzen

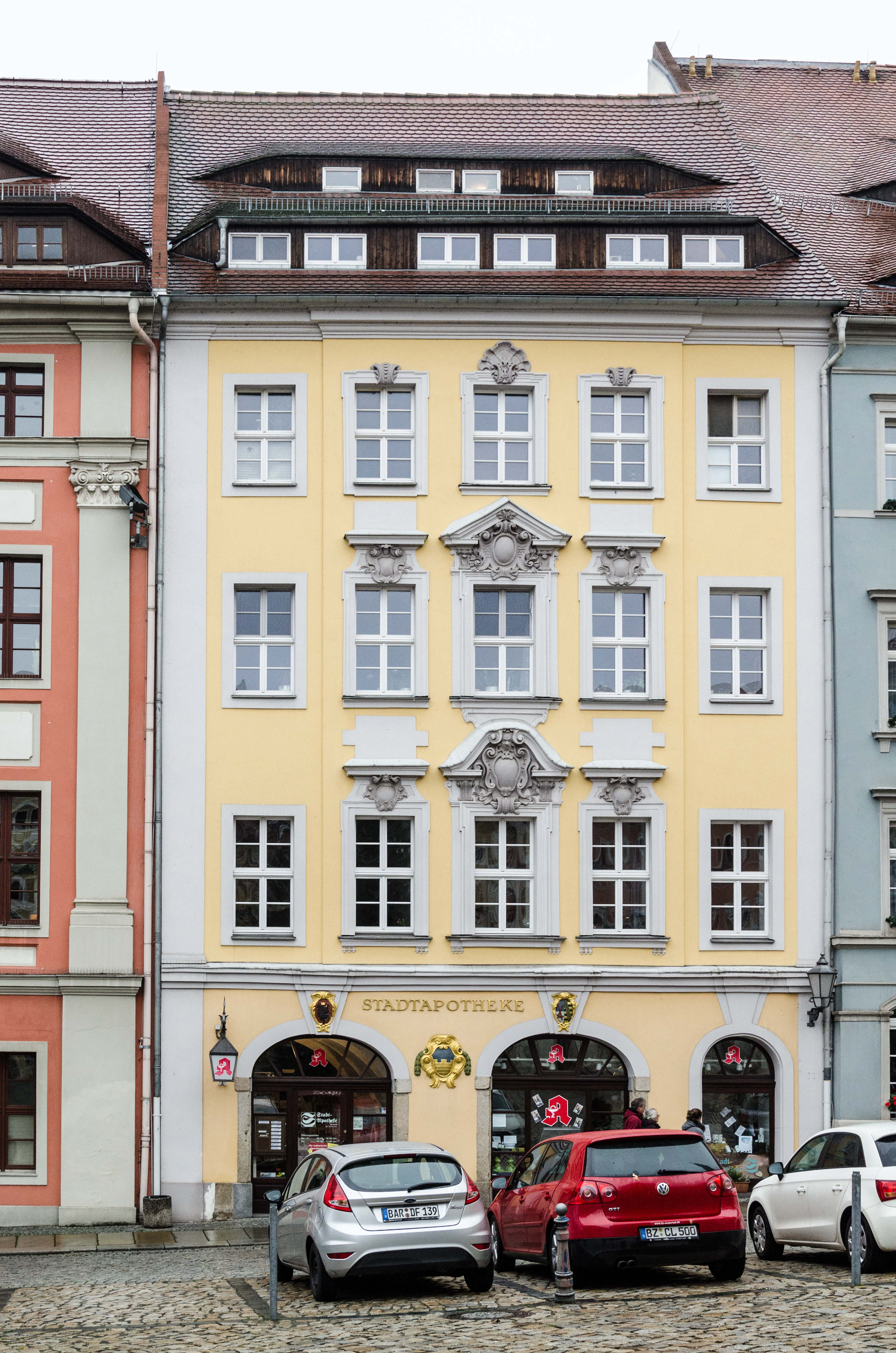
Stadtapotheke Bautzen, Hauptmarkt 6

Die Stadtapotheke Bautzen ist ein historisches Gebäude in Bautzen, das zu den Kulturdenkmälern des Freistaates Sachsen gehört. Es handelt sich um ein Renaissance-Gebäude mit barocker Fassade.

## Geschichte
Die Stadtapotheke ist die älteste Apotheke Bautzens und war lange Zeit die einzige im Ort. Sie wurde 1542 von Kaspar Montag gegründet und befand sich zunächst in der Inneren Lauenstraße, Ecke Kesselstraße. 1586 wurde sie von Bartholomäus Fritzsch übernommen und zog in das Haus am Hauptmarkt 6.
Bei dem großen Stadtbrand am 22. April 1709 wurde das Gebäude schwer beschädigt und erhielt daraufhin die bis heute erhaltene Barock-Fassade. Spätere Besitzer waren von 1720 bis 1726 Friedrich Bernhard Heino (1647–1726) sowie Elias August Rüde (um 1740–1790).
Nach Rüdes Tod erbte sie dessen Sohn Friedrich August Rüde (* 16. Dezember 1770 in Bautzen; † 29. Mai 1811 ebenda), der 1795 Mitglied der Oberlausitzischen Gesellschaft der Wissenschaften wurde. Um 1802 erkrankte Rüde schwer an einer „Lähmung der Füsse, die keine Mittel zu heben vermochten, und die in der Folge Brustwassersucht und Brand der Eingeweide erzeugte“. Rüde stellte deshalb eine „Wirtschafterin“ ein – Marianna Ursula Bridgetower geb. Schmidt, die Mutter des Geigers George Bridgetower, für den Beethoven 1803 die berühmte Kreutzer-Sonate komponiert hatte. Sie wohnte auch in dem Haus und starb dort – noch vor Rüde – am 17. September 1807.